# ヒレトガリザメ
ヒレトガリザメ Hemigaleus microstoma はヒレトガリザメ科に属するサメの一種。東南アジアからインドに分布する。鰭は鎌型で、体色は灰色。最大で1.1m程度になる。海底を泳ぎ回りタコなどを吸い込んで食べるため、口が小さく歯も特殊化している。胎生で産仔数2-4、年2回繁殖する。稀種であり、分布域で漁業が盛んであるため、IUCNは危急種としている。

## 分類
1852年、オランダの魚類学者ピーター・ブリーカーによって記載された。種小名 microstoma はギリシャ語のmikros（"小さい"）・stoma（"口"）に由来し、本種のために新しくHemigaleus（ヒレトガリザメ属）が立てられた。記載にはジャカルタより得られた、63-70cmの2匹の雌が用いられた。かつてはオーストラリア近海にも分布するとされたが、現在ではこれはオーストラリアヒレトガリザメとして区別されている。1960年にYuanting Chuが中国産の標本を用いて記載した Negogaleus brachygnathus、1929年にAlbert William Herreがフィリピン産の標本を用いて記載した Hemigaleus machlani もおそらく本種と同一だと考えられている。

## 形態

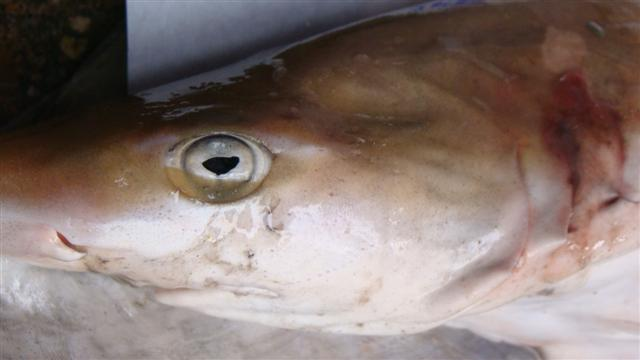
噴水孔と短い口によって他種と区別できる。

体は細く、1.1mに達する。吻はかなり長く先端は丸い。鼻孔には短い前鼻弁がある。眼は大きく楕円形で瞬膜があり、後方には微小な噴水孔がある。口は短く、幅広い弧を描く。口を閉じると歯は隠れる。口角には中程度の長さの唇褶がある。歯列は上顎で25–34、下顎で37–43。上顎歯は幅広くて傾斜し、前縁は滑らかだが後縁には強い鋸歯がある。下顎歯は細くて立っており、縁は滑らかである。鰓裂は5対で短い。
鰭は強い鎌型で、特に背鰭・腹鰭・尾鰭下葉でその傾向が強い。胸鰭は細く尖る。第一背鰭は胸鰭と腹鰭の中ほどに位置する。第二背鰭は第一の2/3程度の高さで、臀鰭よりわずかに前方に位置する。臀鰭は第二背鰭より小さい。尾柄の背面には、尾鰭の起始点に半月形の凹窩がある。尾鰭は上下非対称で、下葉はよく発達し、上葉先端の腹側には欠刻がある。皮歯は小さくて重なっており、5本の水平隆起が後縁の鋸歯に続く。背面は薄灰色から青銅色で、体側にはよく小さな白い斑点が散らばり、腹面は淡色。背鰭、特に第二背鰭の先端は明瞭に白くなるが、他の鰭は暗色である。

## 分布
インド南部からスリランカ・中国南部・台湾・ジャワ島・ボルネオ島に分布する。フィリピン・紅海にも分布する可能性があるが、他の地域の個体との分類学的比較が必要である。稀種で、170mより深い沿岸の大陸棚に生息し、大抵は海底近くを泳ぎ回っている。

## 生態

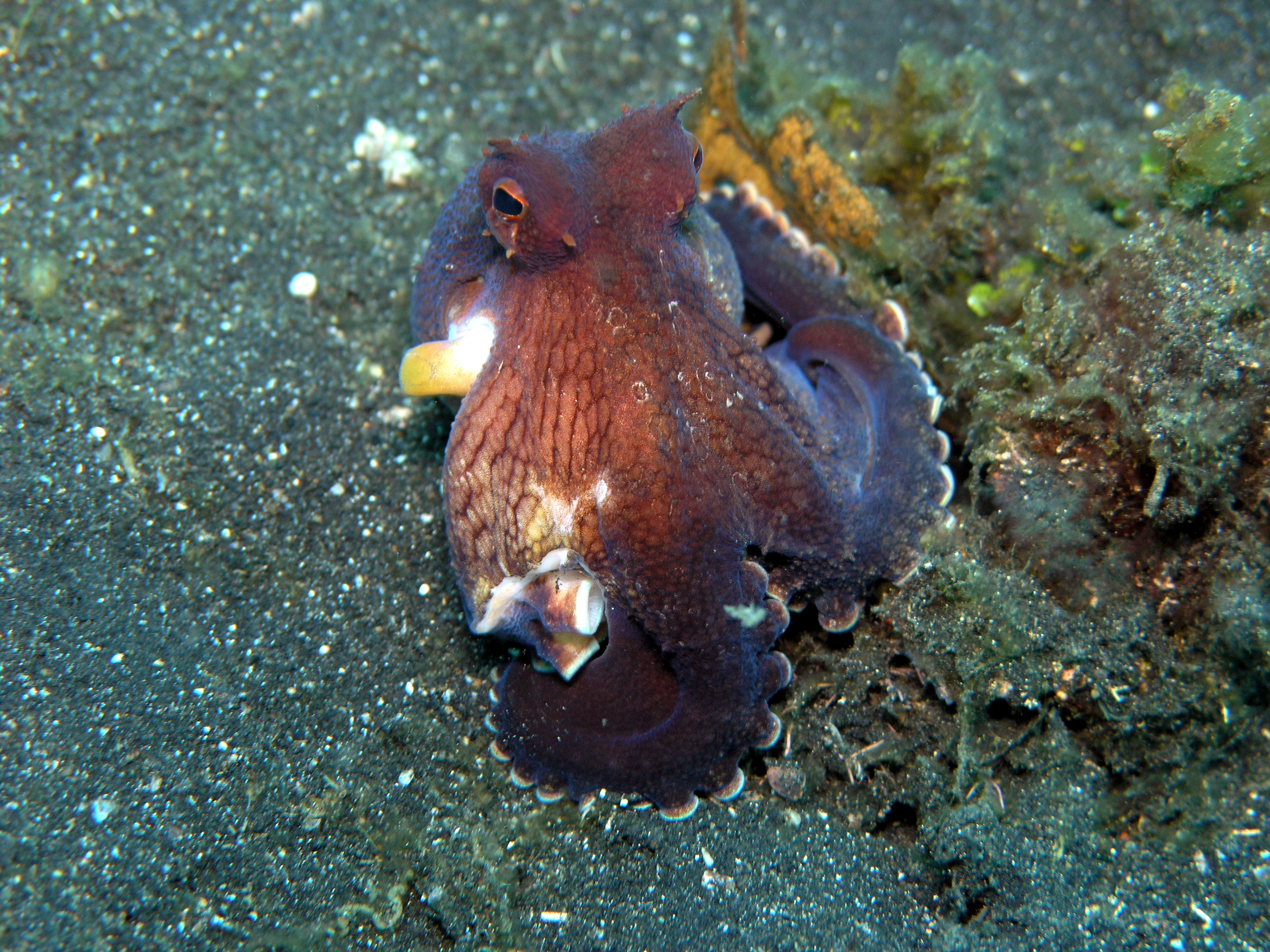
タコなどの頭足類を主な餌とする。

餌は主に頭足類で、まれに甲殻類や棘皮動物も食べる。小さな口と短い鰓裂は獲物を吸い込んで捕えることへの適応であり、弱い顎と細かい歯は柔らかいものを餌とすることを反映している。胎生で、卵黄を使い果たした胎児は胎盤からの栄養で成長する。年2回繁殖することからすると、妊娠期間は6ヶ月程度だと推測できる。産仔数は2-4（平均3.3）で、出生時はおよそ45cm。雄は74-75cm、雌は75-78cmで性成熟する。

## 利用
人に危害は加えない。分布域全域で伝統的漁業が行われている。主に刺し網で捕獲されるが、底引き網や延縄も用いられる。肉は食用、鰭はふかひれ、粗は魚粉に加工されるが、小型であるため商業的価値は低い。稀種であることと、漁業の盛んな地域に分布することから、IUCNは保全状況を危急種としている。さらに、オーストラリアヒレトガリザメと比べても繁殖力が低く、漁獲圧に耐えることが難しい。